# Hydriomena pallidata
Hydriomena pallidata är en fjärilsart som beskrevs av Wright 1916. Hydriomena pallidata ingår i släktet Hydriomena och familjen mätare. Inga underarter finns listade i Catalogue of Life.